# Vince Ferragamo
Vince Anthony Ferragamo (Torrance, 24 aprile 1954) è un ex giocatore di football americano statunitense che ha giocato nel ruolo di quarterback nella National Football League (NFL) e nella Canadian Football League (CFL). Fu scelto nel corso del quarto giro (91º assoluto) del Draft NFL 1977 dai Los Angeles Rams. Al college giocò a football all'Università della California - Berkeley e all'Università del Nebraska-Lincoln.

## Carriera professionistica
Ferragamo fu scelto nel corso del quarto giro del Draft 1977 dai Los Angeles Rams. Giocò nella NFL per Rams (1977–1980 e 1982–1984), Buffalo Bills (1985) e Green Bay Packers (1985–1986). Dopo aver guidato nel 1978 i Rams a un record di 9-7 e alle vittorie in trasferta nei playoff coi Dallas Cowboys e coi Tampa Bay Buccaneers partì come titolare nel Super Bowl XIV, facendone il primo quarterback della storia a partire dall'inizio in un Super Bowl nella stessa stagione della prima partenza come titolare in carriera.  Nella partita, Vince portò i Rams a rimanere in vantaggio per tre quarti, venendo infine sconfitti dai Pittsburgh Steelers 31-19.
Ferragamo ebbe la sua migliore stagione a livello statistico nel 1980 in cui passò 30 touchdown, secondo nella NFL. I Rams raggiunsero ancora i playoff ma furono sconfitti dai Dallas 34-13 nel turno delle wild card. Dopo una parentesi di una stagione coi Montreal Alouettes della CFL, tornò ai Rams nel 1982 e il 26 dicembre di quell'anno passò 509 yard in una gara contro i Chicago Bears, all'epoca la seconda prestazione di tutti i tempi dietro le 554 di Norm Van Brocklin. Fu solamente il terzo giocatore della storia a passare 500 yard in una gara dopo Van Brocklin e Y.A. Tittle (505 yard). Dopo il suo ritorno, Ferragamo guidò nuovamente i Rams ai playoff nella stagione 1983, col contributo nelle corse del rookie Eric Dickerson. Dopo aver battuto i favoriti Cowboys in trasferta nel turno delle wild card per 24-17, Ferragamo e Rams furono battuti dai Washington Redskins campioni in carica con un punteggio di 51-7.

## Palmarès

### Franchigia
- National Football Conference Championship: 1

Los Angeles Rams: 1979

### Individuale
- Club delle 500 yard passate in una singola gara

## Statistiche
| Yard passate  | 11.336 |
| Touchdown     | 76     |
| Intercetti    | 91     |
| Passer rating | 70,1   |